# Paracartus coffini
Paracartus coffini är en skalbaggsart som beskrevs av Teocchi 1991. Paracartus coffini ingår i släktet Paracartus och familjen långhorningar.
Artens utbredningsområde är Kenya. Inga underarter finns listade i Catalogue of Life.